# Luis Díaz (football, 1997)
Pour les articles homonymes, voir Luis Díaz et Díaz.
Luis Díaz, né le 13 janvier 1997 à Barrancas en Colombie, est un footballeur international colombien qui évolue au poste d'ailier gauche au Bayern Munich.

## Biographie

### Barranquilla FC
Né à Barrancas en Colombie, Luis Díaz commence le football à l'âge de six ans. Il commence sa carrière professionnelle avec le Barranquilla FC, jouant son premier match le 25 avril 2016, lors d'une rencontre de championnat face au Deportivo Pereira. Il entre en jeu et son équipe s'incline par deux buts à un.

### Atlético Junior
Le 6 juin 2017, Luis Díaz est promu dans l'équipe première de l'Atlético Junior. Il joue son premier match le 5 juillet 2017, à l'occasion d'une rencontre de coupe de Colombie face à Once Caldas. Il est titularisé et son équipe s'impose par un but à zéro.
Avec cette équipe, le footballeur dispute de nombreux matchs en Copa Libertadores et en Copa Sudamericana. Il atteint la finale de la Copa Sudamericana en 2018, en étant battu par le club brésilien de l'Athletico Paranaense.
L'attaquant inscrit 13 buts dans le championnat de Colombie en 2018.

### FC Porto
Le 10 juillet 2019, Luis Díaz s'engage pour cinq ans avec le FC Porto. Le transfert est estimé à environ 7 millions d'euros et le joueur porte le numéro 7. Le Zénith Saint-Pétersbourg était également intéressé par le joueur mais Díaz a préféré rejoindre le club portugais, sous les recommandations de ses compatriotes Radamel Falcao et James Rodríguez, ainsi que l'ex-sélectionneur de l'équipe colombienne, Carlos Queiroz.
Le footballeur joue son premier match sous ses nouvelles couleurs le 7 août 2019, lors d'une rencontre qualificative pour la Ligue des champions face au FK Krasnodar. Il entre en jeu à la place de Romário Baró lors de cette rencontre remportée par son équipe (0-1). Trois jours plus tard, Díaz fait sa première apparition en Liga NOS lors de la première journée de la saison 2019-2020, contre Gil Vicente. Il entre en jeu à la place de Tiquinho Soares et son équipe s'incline par deux buts à un.

### Liverpool FC (2022-2025)
Le 30 janvier 2022, Luis Díaz quitte le FC Porto contre 45 millions d'euros pour rejoindre Liverpool FC pour une durée de cinq ans et demi.
L'ailier gauche joue son premier match pour Liverpool le 6 février 2022, à l'occasion d'une rencontre de coupe d'Angleterre contre Cardiff City. Il entre en jeu et se fait remarquer en délivrant une passe décisive pour Takumi Minamino. Le Colombien contribue ainsi à la victoire de son équipe par trois buts à un,.
Le 9 octobre 2022, Luis Díaz se blesse lors d'un match de championnat perdu contre Arsenal FC (3-2 score final). Touché au genou, son absence est estimée à plusieurs mois, ne lui permettant de faire son retour qu'à la trêve hivernale. Il rechute en décembre, ce qui nécessite une opération et son absence est cette fois estimée jusqu'en mars 2023.

### Bayern Münich (2025-)
Le 30 juillet 2025, Diaz quitte le Liverpool FC contre 70 millions d’euros pour rejoindre le Bayer Münich pour quatre ans (contrat jusqu’au 30 juin 2029) .

### En équipe nationale
Avec les moins de 20 ans, le footballeur participe au championnat sud-américain des moins de 20 ans en 2017. Lors de cette compétition, il joue cinq matchs. La Colombie se classe quatrième du tournoi.
Luis Díaz honore sa première sélection avec l'équipe nationale de Colombie, le 12 septembre 2018, lors d'un match amical face à l'Argentine. Il entre en jeu à la place de Juan Cuadrado ce jour-là, et les deux équipes se séparent sur un match nul (0-0). Le 26 mars 2019, lors de sa troisième sélection avec la Colombie, l'attaquant est pour la première fois titularisé face à la Corée du Sud. Il inscrit son premier but lors de cette rencontre, toutefois les Cafeteros perdent la partie (2-1).
En 2019, le footballeur est retenu par le sélectionneur Carlos Queiroz afin de participer à la Copa América organisée au Brésil. Lors de cette compétition, il joue trois matchs. La Colombie remporte ses trois matchs de poule, mais s'incline en quart de finale face au Chili.
En mai 2021, l'athlète est engagé par le sélectionneur Reinaldo Rueda avec la sélection colombienne pour participer à la Copa América 2021.

## Statistiques
| Saison                | Club                  | Championnat           | Championnat | Championnat | Championnat | Coupe nationale | Coupe nationale | Coupe nationale | Coupe de la Ligue | Coupe de la Ligue | Coupe de la Ligue | Supercoupe | Supercoupe | Supercoupe | Compétition(s) continentale(s) | Compétition(s) continentale(s) | Compétition(s) continentale(s) | Compétition(s) continentale(s) | Total | Total | Total |
| Saison                | Club                  | Division              | M.          | B.          | P.d.        | M.              | B.              | P.d.            | M.                | B.                | P.d.              | M.         | B.         | P.d.       | Comp.                          | M.                             | B.                             | P.d.                           | M.    | B.    | P.d.  |
| 2016                  | Barranquilla FC       | Primera B             | 19          | 2           | 0           | 2               | 0               | 0               | -                 | -                 | -                 | -          | -          | -          | -                              | -                              | -                              | -                              | 21    | 2     | 0     |
| 2017                  | Barranquilla FC       | Primera B             | 15          | 1           | 0           | 6               | 0               | 0               | -                 | -                 | -                 | -          | -          | -          | -                              | -                              | -                              | -                              | 21    | 1     | 0     |
| Sous-total            | Sous-total            | Sous-total            | 34          | 3           | 0           | 8               | 0               | 0               | -                 | -                 | -                 | -          | -          | -          | -                              | -                              | -                              | -                              | 42    | 3     | 0     |
| 2017                  | Atlético Junior       | Liga Águila           | 12          | 0           | 0           | 7               | 0               | 0               | -                 | -                 | -                 | -          | -          | -          | CS                             | 4                              | 1                              | 0                              | 23    | 1     | 0     |
| 2018                  | Atlético Junior       | Liga Águila           | 38          | 13          | 4           | 2               | 0               | 0               | -                 | -                 | -                 | -          | -          | -          | CL+CS                          | 9+10                           | 0+3                            | 0                              | 59    | 16    | 4     |
| 2019                  | Atlético Junior       | Liga Águila           | 17          | 2           | 2           | -               | -               | -               | -                 | -                 | -                 | 2          | 1          | 0          | CL                             | 5                              | 0                              | 0                              | 24    | 3     | 2     |
| Sous-total            | Sous-total            | Sous-total            | 67          | 15          | 6           | 9               | 0               | 0               | -                 | -                 | -                 | 2          | 1          | 0          | -                              | 28                             | 4                              | 0                              | 106   | 20    | 6     |
| 2019-2020             | FC Porto              | Primeira Liga         | 29          | 6           | 2           | 6               | 2               | 0               | 5                 | 2                 | 0                 | -          | -          | -          | C1+C3                          | 2+8                            | 1+3                            | 0+1                            | 50    | 14    | 3     |
| 2020-2021             | FC Porto              | Primeira Liga         | 30          | 6           | 5           | 5               | 1               | 0               | 1                 | 1                 | 0                 | 1          | 1          | 0          | C1                             | 9                              | 2                              | 0                              | 46    | 11    | 5     |
| 2021-2022             | FC Porto              | Primeira Liga         | 18          | 14          | 4           | 3               | 0               | 0               | 1                 | 0                 | 0                 | -          | -          | -          | C1                             | 6                              | 2                              | 0                              | 28    | 16    | 4     |
| Sous-total            | Sous-total            | Sous-total            | 77          | 26          | 11          | 15              | 3               | 0               | 7                 | 3                 | 0                 | 1          | 1          | 0          | -                              | 25                             | 8                              | 1                              | 125   | 41    | 12    |
| 2021-2022             | Liverpool FC          | Premier League        | 13          | 4           | 3           | 5               | 0               | 0               | 1                 | 0                 | -                 | -          | -          | -          | C1                             | 7                              | 2                              | 1                              | 26    | 6     | 4     |
| 2022-2023             | Liverpool FC          | Premier League        | 17          | 4           | 2           | -               | -               | -               | -                 | -                 | -                 | 1          | 0          | 0          | C1                             | 3                              | 1                              | 0                              | 21    | 5     | 2     |
| 2023-2024             | Liverpool FC          | Premier League        | 37          | 8           | 5           | 3               | 1               | 0               | 4                 | 1                 | 0                 | -          | -          | -          | C3                             | 7                              | 3                              | 0                              | 51    | 13    | 5     |
| 2024-2025             | Liverpool FC          | Premier League        | 36          | 13          | 5           | 1               | 0               | 0               | 4                 | 1                 | 0                 | -          | -          | -          | C1                             | 9                              | 3                              | 0                              | 50    | 17    | 5     |
| Sous-total            | Sous-total            | Sous-total            | 103         | 29          | 15          | 9               | 1               | 0               | 9                 | 2                 | 0                 | 1          | 0          | 0          | -                              | 26                             | 9                              | 1                              | 148   | 41    | 16    |
| 2025-2026             | Bayern Munich         | Bundesliga            | -           | -           | -           | -               | -               | -               | -                 | -                 | -                 | 1          | 1          | 0          | C1                             | -                              | -                              | -                              | 1     | 1     | 0     |
| Total sur la carrière | Total sur la carrière | Total sur la carrière | 281         | 73          | 32          | 41              | 4               | 0               | 16                | 5                 | 0                 | 4          | 2          | 0          | -                              | 79                             | 21                             | 2                              | 421   | 105   | 34    |

### En sélection nationale
| Saison                | Sélection             | Phases finales        | Phases finales | Phases finales | Phases finales | Éliminatoires CDM | Éliminatoires CDM | Éliminatoires CDM | Matchs amicaux | Matchs amicaux | Matchs amicaux | Total | Total | Total |
| Saison                | Sélection             | Compétition           | M              | B              | Pd             | M                 | B                 | Pd                | M              | B              | Pd             | M     | B     | Pd    |
| --------------------- | --------------------- | --------------------- | -------------- | -------------- | -------------- | ----------------- | ----------------- | ----------------- | -------------- | -------------- | -------------- | ----- | ----- | ----- |
| 2018-2019             | Colombie              | Copa América 2019     | 3              | 0              | 0              | -                 | -                 | -                 | 5              | 1              | 0              | 8     | 1     | 0     |
| 2019-2020             | Colombie              | -                     | -              | -              | -              | -                 | -                 | -                 | 6              | 0              | 0              | 6     | 0     | 0     |
| 2020-2021             | Colombie              | Copa América 2021     | 5              | 4              | 0              | 4                 | 1                 | 0                 | -              | -              | -              | 9     | 5     | 0     |
| 2021-2022             | Colombie              | -                     | -              | -              | -              | 12                | 2                 | 1                 | -              | -              | -              | 12    | 2     | 1     |
| 2022-2023             | Colombie              | -                     | -              | -              | -              | -                 | -                 | -                 | 4              | 1              | 0              | 4     | 1     | 0     |
| 2023-2024             | Colombie              | Copa América 2024     | 6              | 2              | 0              | 6                 | 2                 | 0                 | 4              | 1              | 2              | 16    | 5     | 2     |
| 2024-2025             | Colombie              | -                     | -              | -              | -              | 6                 | 2                 | 0                 | -              | -              | -              | 6     | 2     | 0     |
| Total sur la carrière | Total sur la carrière | Total sur la carrière | 14             | 6              | 0              | 28                | 7                 | 1                 | 19             | 3              | 2              | 61    | 16    | 3     |

## Palmarès
| Atlético Junior (4) | FC Porto (5) | Liverpool FC (5) | Bayern Munich (1)                                | Colombie                           |
| --- | --- | --- | ------------------------------------------------ | ---------------------------------- |
| - Championnat de Colombie (2) - Champion en 2018 et 2019 - Coupe de Colombie (1) - Vainqueur en 2017 - Superliga Colombiana (1) - Vainqueur en 2019 - Copa Sudamericana - Finaliste en 2018 | - Championnat du Portugal (2) - Champion en 2020 et 2022 - Coupe du Portugal (2) - Vainqueur en 2020 et 2022 - Supercoupe du Portugal (1) - Vainqueur en 2020 | - Championnat d’Angleterre (1) - Champion en 2025 - Vice-champion en 2022 - Coupe d'Angleterre (1) - Vainqueur en 2022 - Coupe de la Ligue (2) - Vainqueur en 2022 et 2024 - Finaliste en 2025 - Community Shield (1) - Vainqueur en 2022 - Ligue des champions - Finaliste en 2022 | - Supercoupe d'Allemagne (1) - Vainqueur en 2025 | - Copa América - Finaliste en 2024 |

## Distinctions personnelles
- Membre de l'équipe type de la Copa América 2021
- Meilleur buteur de la Copa América 2021 avec Lionel Messi (4 buts)
- Homme du match lors de la finale de la Coupe d'Angleterre en 2022
- Homme du match contre Benfica (Quart de finale aller) de la Ligue des champions en 2021-2022
- Homme du match contre Villarreal CF (Demi-finales retour) de la Ligue des champions en 2021-2022
- 17e au Ballon d'or 2022